# Bikini fairing
Een Bikini Fairing is een zeer klein stuurkuipje op een motorfiets. Hoewel klein kan een dergelijk kuipje toch een behoorlijke bescherming tegen de rijwind bieden. Bikini Fairings zijn meestal bevestigd aan de tellers (snelheidsmeter en toerenteller).